# Escola de Arte Dramática da Universidade de São Paulo
A Escola de Arte Dramática (EAD) é uma unidade complementar da Universidade de São Paulo (USP), ligada à Escola de Comunicações e Artes (ECA). Foi fundada em 1948 no último andar do Teatro Brasileiro de Comédia (TBC) sob a coordenação de Alfredo Mesquita e passou, ao longo de mais de meio século de existência, por incontáveis reestruturações e reformulações. Numa destas surgiu o Departamento de Artes Cênicas da ECA-USP.
O curso de formação de atores da EAD é ministrado no período noturno e tem a duração de oito semestres: os sete primeiros compreendem aulas teóricas, técnicas e práticas, e o oitavo semestre corresponde ao Projeto de Conclusão de Curso. Embora seja estruturado em semestres, o curso encontra-se em permanente processo de adaptação e revisão de suas dinâmicas, com liberdade para alterar-se e adequar-se às necessidades de cada projeto proposto: disciplinas e projetos de montagem podem se enquadrar em um semestre ou se estenderem por um ano todo, de acordo com suas demandas. As disciplinas podem ser divididas em três áreas: teóricas (como Estudos de Dramaturgia e História do Teatro, Fundamentos do Teatro e Temas do Teatro Moderno e Contemporâneo), técnicas (como Canto, Dança e Expressão Corporal) e práticas (como Interpretação e Improvisação, além das oficinas de montagem).
A EAD é uma escola pública e uma das mais importantes escolas de formação de atores e atrizes do Brasil e da América Latina, sendo que muitos de seus ex-alunos são figuras nacionalmente conhecidas no teatro, cinema e televisão: Ney Latorraca, Aracy Balabanian, Paulo Betti, Esther Góes, Francisco Cuoco, Sérgio Mamberti, Marisa Orth, Glória Menezes, Eliane Giardini, Nelson Xavier, Lilia Cabral, Jorge Andrade (dramaturgo), Isabel Teixeira, Gabriel Godoy, Carol Duarte, Luciana Paes, Danilo Grangheia, Maeve Jinkings, Erika Moura,Regina Braga, Eriberto Leão, Dan Stulbach, Edson Celulari, Vivianne Pasmanter, Rodrigo Bolzan, Sandra Annenberg, Yara Amaral, Jandira Martini, Elizabeth Savalla, Graziella Moretto, Magali Biff, Marcello Airoldi, Monah Delacy, Marat Descartes, Vera Holtz, Luís Miranda, Nelson Baskerville, Selma Egrei, Marina Mathey, Caco Ciocler, Eriberto Leão, Matheus Nachtergaele, Cássio Scapin, Luiz Päetow, Eucir de Souza, Emílio Orciollo Neto, Antônio Petrin, Paula Cohen, Rodrigo Lopez, Clayton Nascimento, Pascoal da Conceição, Gero Camilo, Georgette Fadel, Angela Ribeiro, Nilceia Vicente, Rodrigo Mercadante, Amanda Lyra, Patricia Gifford, Vinicius Meloni, Tenca, Juca de Oliveira, José Renato, Leonardo Villar, Emílio Fontana, Miram Mehler, Myriam Muniz, Celso Nunes, Regina Braga, Umberto Magnani, Antônio Januzelli, João Acaiabe, Carlos Alberto Soffredini, Renata Pallottini,  Melissa Vaz,  Tatiana Thomé, Cristina Pereira, Zanoni Ferrite, Claudia Schapira, Rogerio Tarifa, Bete Dorgam, Larissa Nunes, Roberta Estrela D'Alva, Naruna Costa dentre muitos outros. Marina Mathey foi a primeira aluna travesti a formar-se pela escola, em 2015.
De acordo com um de seus professores, o ator, ex-secretário de cultura da cidade de São Paulo e também ex-aluno da EAD, Celso Frateschi, a escola mantém, desde sua fundação “a paixão pelo teatro, o entendimento do fazer teatral como necessidade humana fundamental e o rigor no aprimoramento artístico”, o que obriga a instituição a “uma constante reflexão e aperfeiçoamento de sua prática pedagógica”.
As suas instalações estão localizadas no Departamento de Artes Cênicas da ECA-USP, mesmo se tratando de uma escola técnica de nível médio. Para entrar na escola a/o candidata/o deve participar de um concorrido processo seletivo  dividido em três fases. no qual são reservadas vinte vagas por turma anualmente. O edital com as informações do processo seletivo e inscrições são postados em meados do segundo semestre no site oficial da escola e no diário oficial.